# Epicrocis anthracanthes
Epicrocis anthracanthes är en fjärilsart som beskrevs av Edward Meyrick 1934. Epicrocis anthracanthes ingår i släktet Epicrocis och familjen mott. Inga underarter finns listade i Catalogue of Life.